# Perdido Regional Host
Perdido Regional Host – platforma wiertnicza w Zatoce Meksykańskiej znajdująca się około 200 km na południe od Freeport w Teksasie.
Platforma jest własnością firm Shell (35%), Chevron (37,5%) oraz BP (27,5%). Platforma zakotwiczona jest na głębokości 2450 m, jest zatem drugim najgłębiej zakotwiczonym obiektem na świecie zaraz po statku wiertniczym Stones. Wysokość zasadniczej konstrukcji to ok. 220 m, zaś wraz z wieżą mierzy ona 267 metrów.